# 李家鈺住宅
李家鈺住宅位於四川省成都市青羊區文庙前街92号，文物遺址年代判定為民國。2007年6月1日公佈為四川省第七批文物保護單位。